# Eddy Matalon
Pour les articles homonymes, voir Matalon.
Eddy Matalon, né le 11 septembre 1934 à Marseille, est un producteur, réalisateur et scénariste français.
Il est parfois connu sous les pseudonymes Jack Angel ou Eddy Greenwood.

## Filmographie

### Comme assistant-réalisateur
- 1963 : Tante Aurore viendra ce soir de Claude Pierson

### Comme réalisateur
- 1964 : À propos d'une star
- 1966 : Le Chien fou
- 1968 : Quand la liberté venait du ciel
- 1968 : Spécial Bardot
- 1970 : L'Île aux coquelicots coréalisé avec Salvatore Adamo
- 1970 : Trop petit mon ami
- 1974 : Et avec les oreilles qu'est-ce que vous faites ?
- 1974 : La Chatte sans Pudeur sous le pseudonyme de Jack Angel
- 1975 : La Bête à Plaisir sous le pseudonyme de Jack Angel
- 1975 : Filles Insatiables sous le pseudonyme de Jack Angel
- 1977 : Une si gentille petite fille
- 1978 : Teenage Teasers
- 1978 : New York Blackout
- 1979 : Brigade mondaine : La Secte de Marrakech
- 1980 : T'inquiète pas, ça se soigne
- 1983 : Prends ton passe-montagne, on va à la plage
- 1993 : Deux doigts de meurtre
- 1994 : De Serge Gainsbourg à Gainsbarre de 1958 - 1991

### Comme scénariste
- 1964 : À propos d'une star
- 1966 : Le Chien fou
- 1974 : Et avec les oreilles qu'est-ce que vous faites ?
- 1977 : Une si gentille petite fille
- 1978 : New York Blackout
- 1980 : T'inquiète pas, ça se soigne
- 1983 : Prends ton passe-montagne, on va à la plage
- 1993 : Deux doigts de meurtre
- 2002 : Partners in Action

### Comme producteur
- 1971 : Tous risques de Jacques Doillon (documentaire)
- 1977 : Une si gentille petite fille
- 1978 : New York Blackout
- 1989 : Thank You Satan d'André Farwagi
- 1993 : Deux doigts de meurtre